# Civray (Cher)
Civray ist eine französische Gemeinde mit 918 Einwohnern (Stand: 1. Januar 2022) im Département Cher in der Region Centre-Val de Loire. Sie gehört zum Arrondissement Bourges und zum Kanton Chârost.

## Geographie
Civray liegt etwa 22 Kilometer westsüdwestlich von Bourges. an der südwestlichen Gemeindegrenze verläuft das Flüsschen Pontet. Umgeben wird Civray von den Nachbargemeinden Plou im Norden, Villeneuve-sur-Cher im Nordosten, Saint-Florent-sur-Cher im Osten, Lunery im Südosten, Primelles im Süden, Saint-Ambroix im Südwesten, Saugy im Westen sowie Chârost im Nordwesten.

## Bevölkerungsentwicklung
| Jahr                      | 1962 | 1968 | 1975 | 1982 | 1990 | 1999 | 2006 | 2013 | 2020 |
| Einwohner                 | 954  | 893  | 840  | 813  | 1023 | 1004 | 1001 | 1008 | 901  |
| Quelle: Cassini und INSEE |      |      |      |      |      |      |      |      |      |

## Gemeindepartnerschaften
Civray und Saint-Ambroix (Cher) haben 1986 eine Partnerschaft mit Wildpoldsried in Bayern geschlossen.

## Sehenswürdigkeiten
- Kirche Saint-Pierre aus dem 12. Jahrhundert
- Kapelle Notre-Dame von Sérigny aus dem 12. und 15. Jahrhundert, seit 2006 teilweise als Monument historique eingeschrieben (siehe auch: Liste der Monuments historiques in Civray (Cher))
- Zehntscheune aus dem 15. Jahrhundert

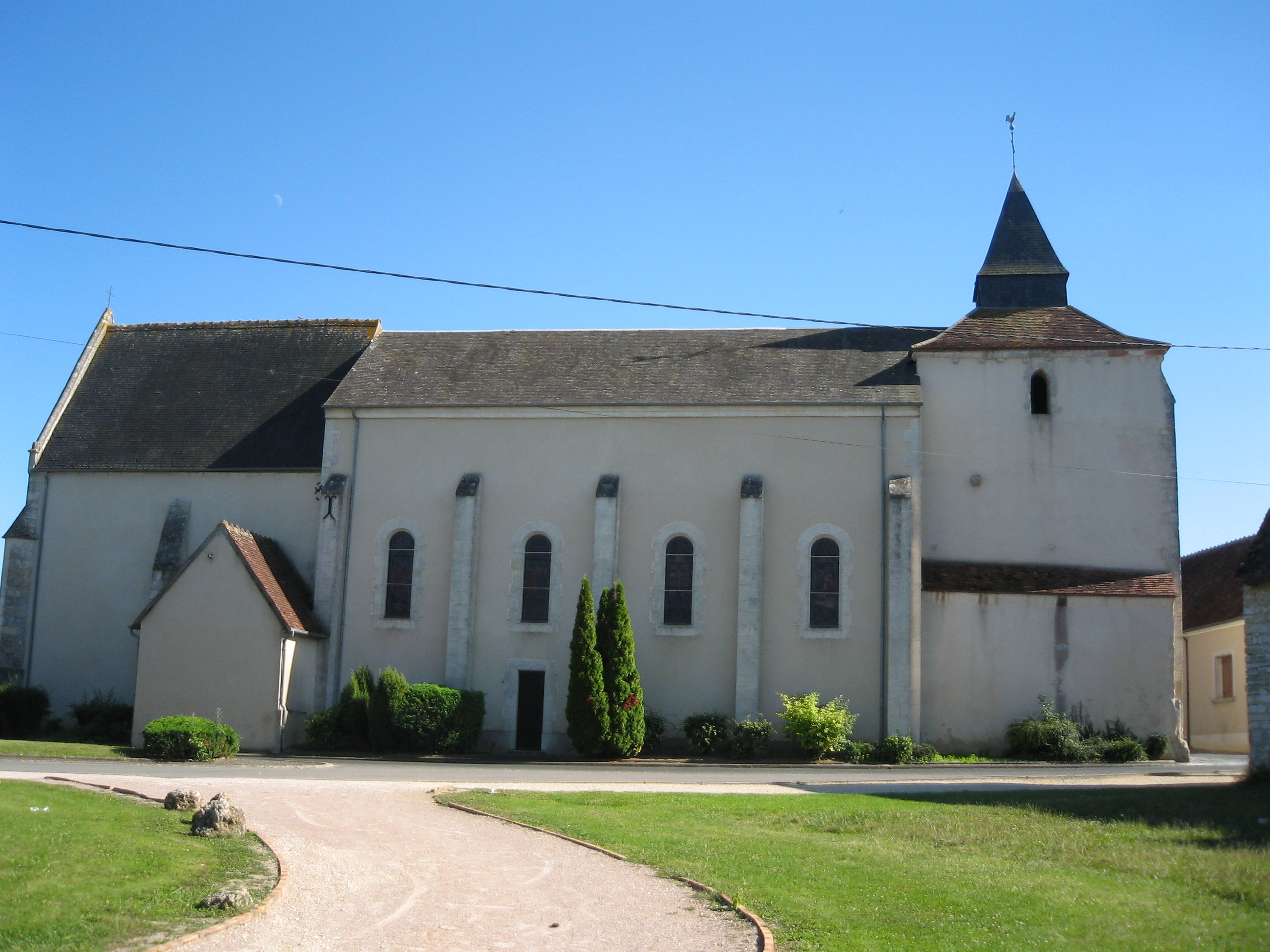
Kirche Saint-Pierre
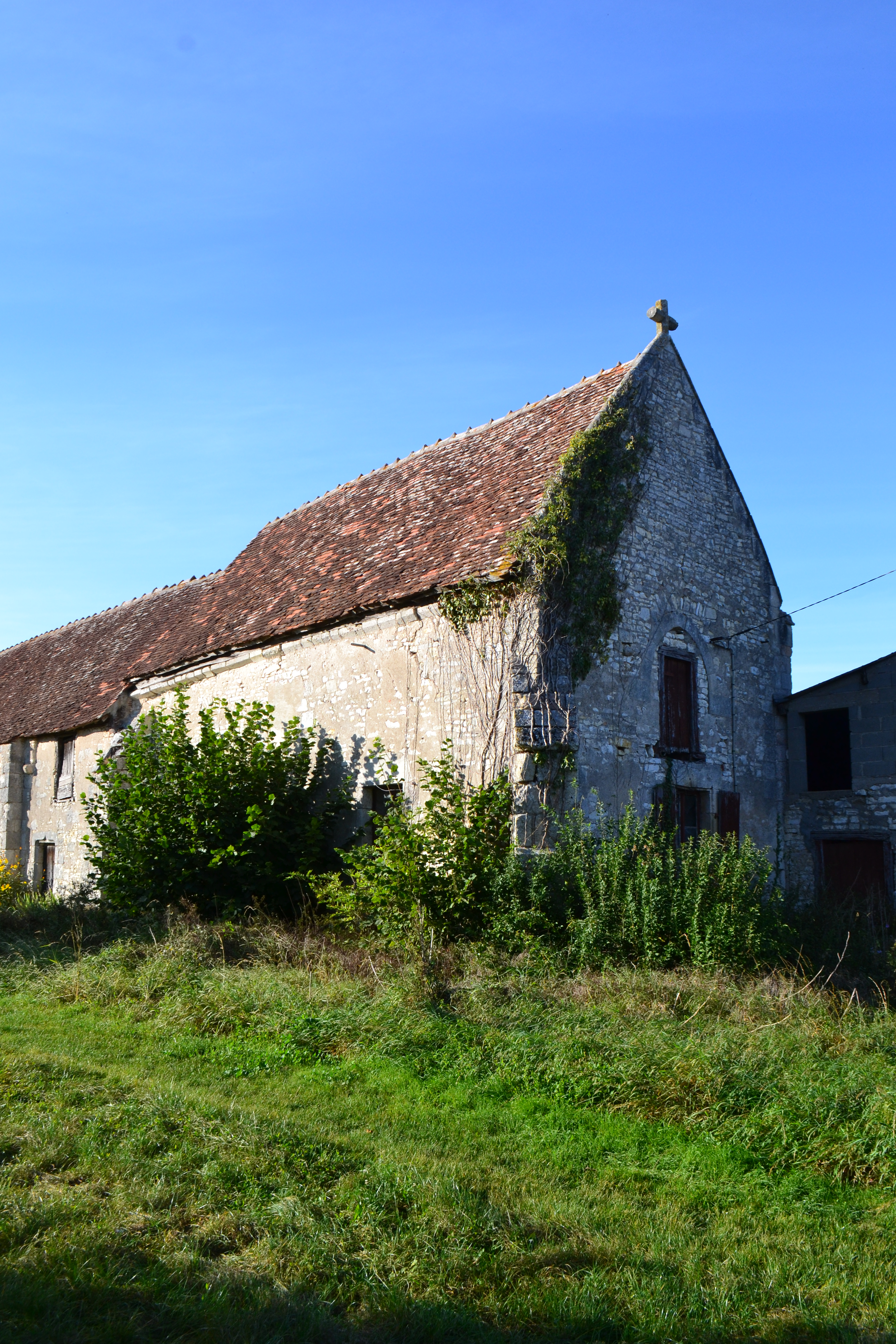
Kapelle Notre-Dame
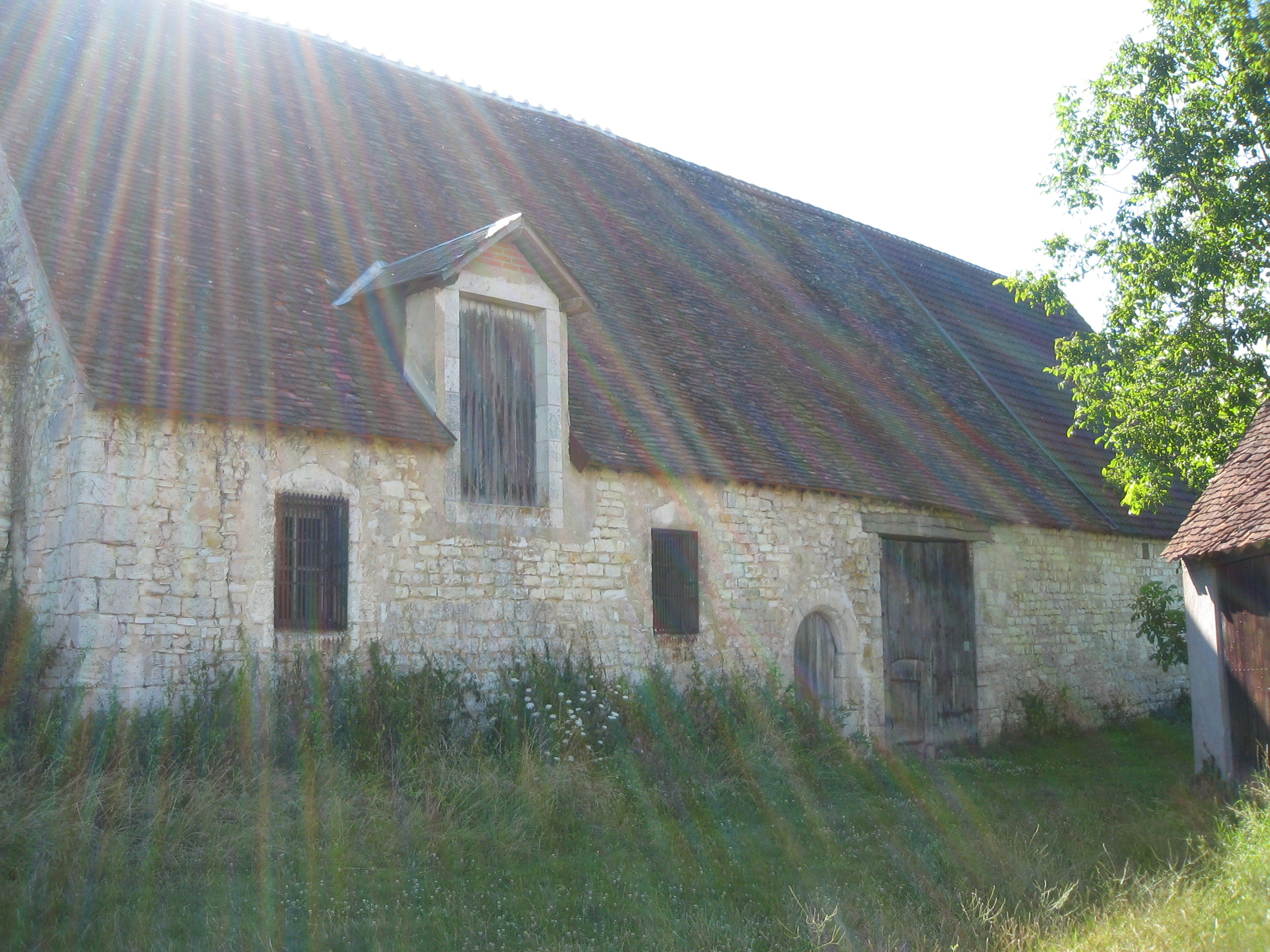
Zehntscheune